# منطقة سنغالي
سانجالي رمزها «SN» (بالإنجليزية: Sangli)‏ ، هو تقسيم إداري لدولة الهند تتبع ولاية ماهاراشترا (بالإنجليزية: Maharashtra)‏ ، مركزها هو مدينة سانجالي (بالإنجليزية: Sangli)‏ عدد سكانها حسب تعداد سنة 2001 هو 2,581,835 ، مساحتها 8,572 كم² وكثافة السكان 301 لكل كم² .

## معرض صور

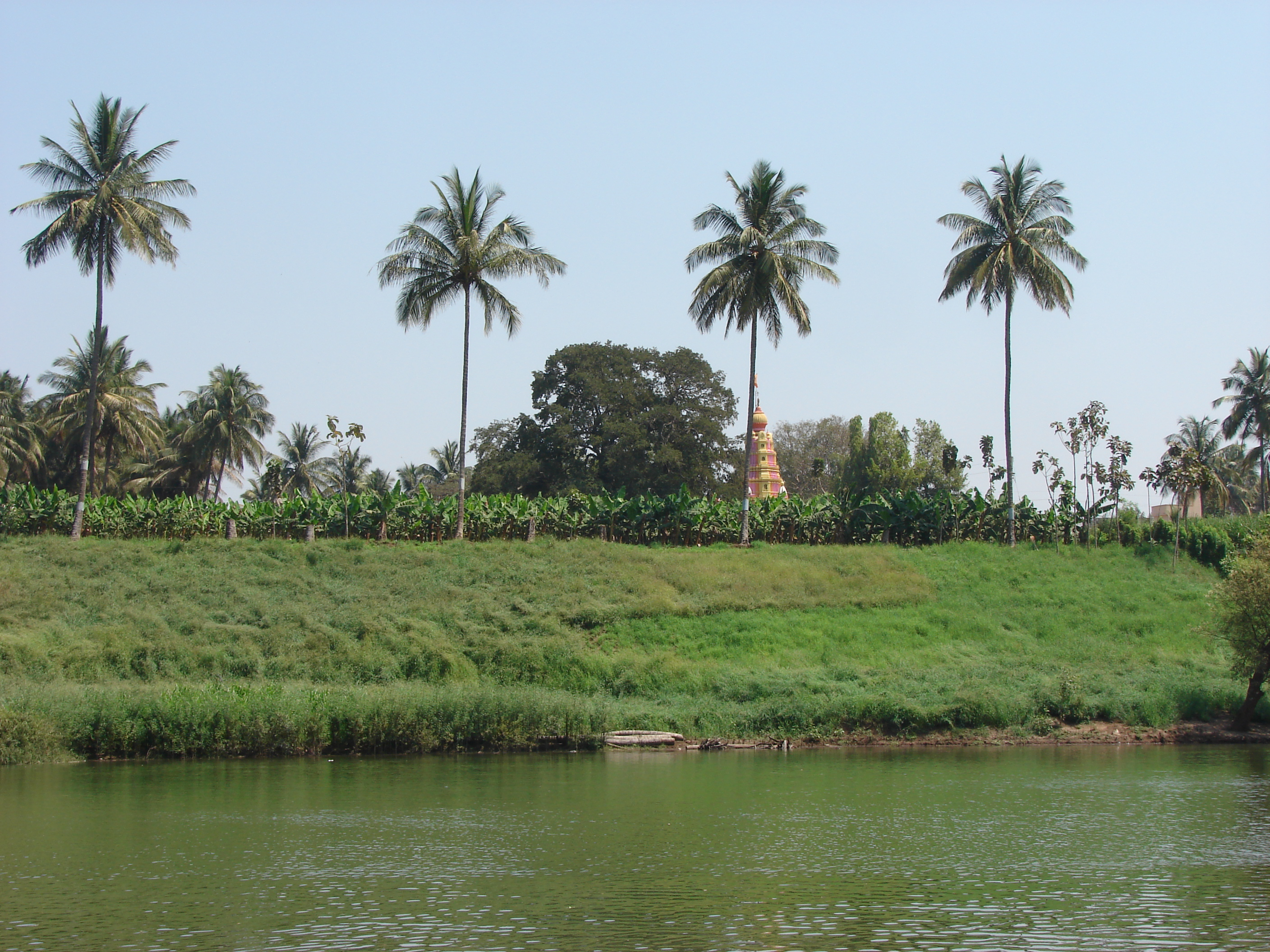
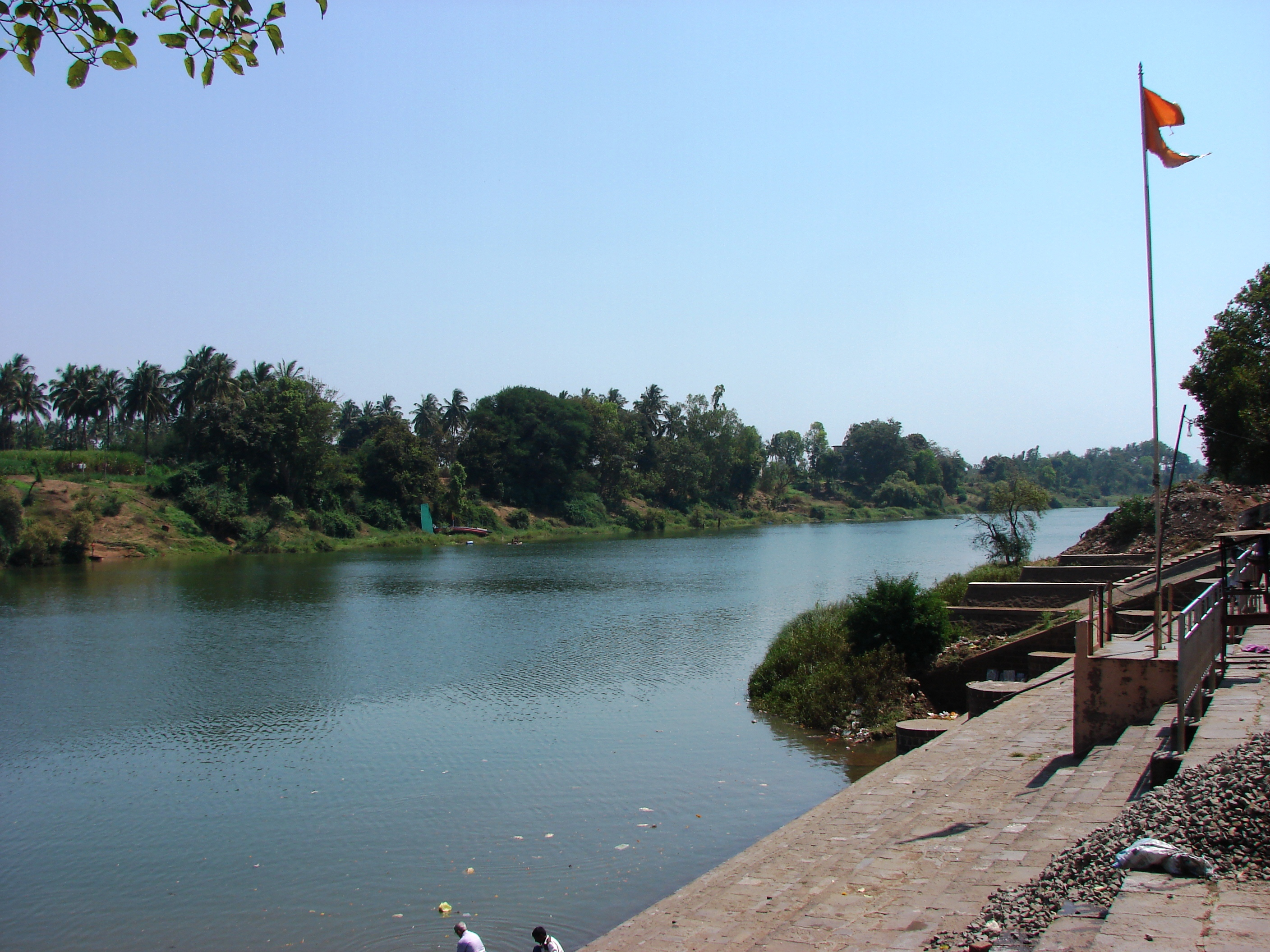
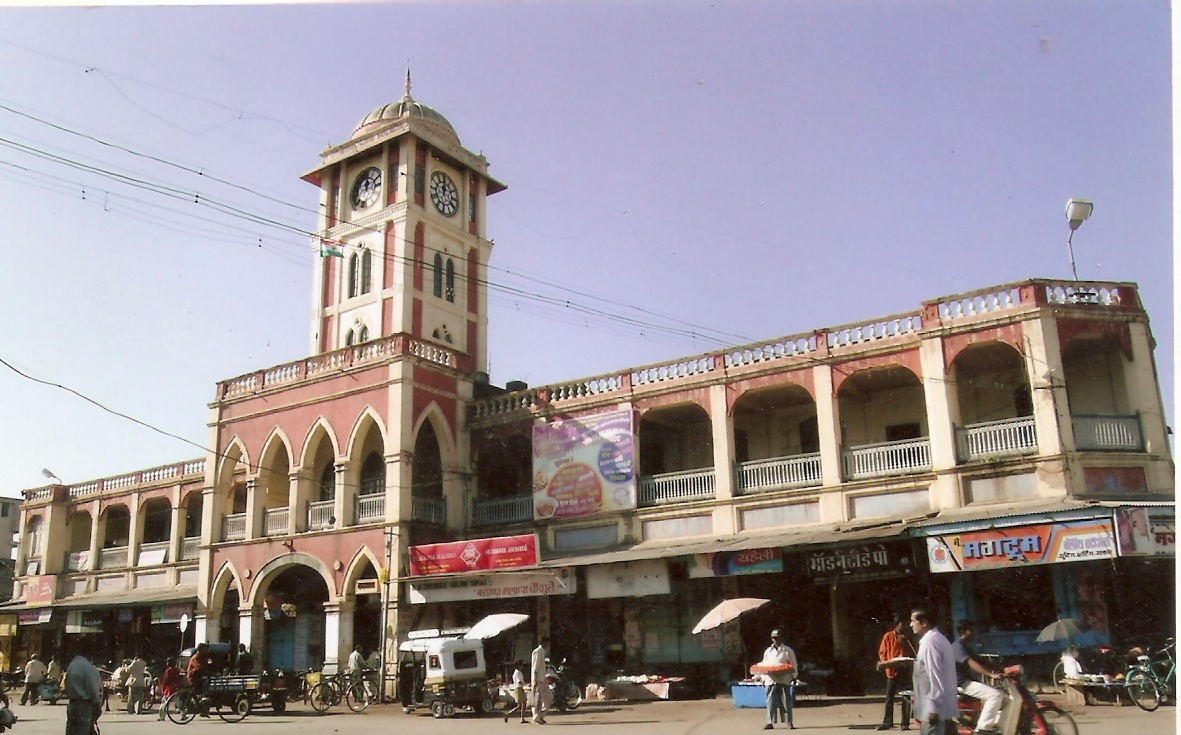